# 阿納拉拉瓦
阿納拉拉瓦是馬達加斯加的城鎮，由索非亞區負責管轄，位於該國北部，海拔高度41米，從事漁業、農業、畜牧業和服務業的人口分別佔60%、25%、10%和5%，主要農產品有稻米、椰子和木薯，2001年人口約108,000。
14°38′S 47°45′E / 14.633°S 47.750°E